# Episodi di Dixiland

## Prima stagione
La prima stagione di Dixiland è andata in onda nel 2011 su Rai Yoyo.
| nº | Titolo                                     | Prima TV Italia                 |
| -- | ------------------------------------------ | ------------------------------- |
| 1  | Dixi e il sole dormiglione                 | 27 dicembre 2011                |
| 2  | Dixi e la cometa                           | 12 gennaio 2012                 |
| 3  | Dixi e la coppa di cioccolato              | 15 gennaio 2012                 |
| 4  | Dixi e la festa delle sorprese             | 7 febbraio 2012                 |
| 5  | Dixi e la magia di Tribo                   | 1º marzo 2012                   |
| 6  | Dixi ha il singhiozzo                      | 1 aprile 2012                   |
| 7  | Dixi in bicicletta                         | 24 giugno 2012                  |
| 8  | Dixi non va in letargo                     | 15 settembre 2012               |
| 9  | Dixi e il buio mangiabiscotti              | 18 settembre 2012               |
| 10 | Dixi e il regalo di Tribo                  | 4 ottobre 2012                  |
| 11 | Dixi e la voce del pancino                 | 7 ottobre 2012                  |
| 12 | Dixi e il dinosauro                        | 12 ottobre 2012                 |
| 13 | Dixi e gli amici scomparsi                 | 17 ottobre 2012                 |
| 14 | Dixi sul lago ghiacciato                   | 24 ottobre 2012                 |
| 15 | Dixi e il lupo cattivo                     | 31 ottobre 2012                 |
| 16 | Dixi e la goccia di sangue                 | 31 ottobre 2012/1 novembre 2012 |
| 17 | Dixi e il nodo al naso                     | 22 dicembre 2012                |
| 18 | Dixi e l'albero giramondo                  | 29 dicembre 2012                |
| 19 | Dixi e il concerto di primavera            | 3 gennaio 2013                  |
| 20 | Dixi e la nuvola nera                      | 26 gennaio 2013                 |
| 21 | Dixi e la testa tra le nuvole              | 27 gennaio 2013                 |
| 22 | Dixi e l'incendio della casa di cioccolato | 29 gennaio 2013                 |
| 23 | Dixi e il buco nel pancino                 | 31 gennaio 2013/1 febbraio 2013 |
| 24 | Dixi e la mamma                            | 6 febbraio 2017                 |
| 25 | Dixi innamorato                            | 14 maggio 2017                  |
| 26 | Dixi e la luna di traverso                 | 9 agosto 2017                   |

## Seconda stagione
| Numero | Titolo                               | Prima TV Italia  |
| ------ | ------------------------------------ | ---------------- |
| 1      | Che animaletto è Tribo?              | 5 dicembre 2018  |
| 2      | Dixi schiaccia un pisolino           | 6 dicembre 2018  |
| 3      | Dixi e il gatto cacciatore di stelle | 7 dicembre 2018  |
| 4      | Dixi e il temporale                  | 24 dicembre 2018 |
| 5      | Dixi e le bugie dalle gambe corte    | 27 dicembre 2018 |
| 6      | Dixi golosone                        | 8 gennaio 2019   |
| 7      | Dixi e il letto piccolo              | 11 gennaio 2019  |
| 8      | Dixi e la pazienza che si è persa    | 13 gennaio 2019  |
| 9      | Dixi e l'aquilone furbetto           | 17 gennaio 2019  |
| 10     | Dixi e la voce del vento             | 19 gennaio 2019  |
| 11     | Dixi dormiglione                     | 22 gennaio 2019  |
| 12     | Dixi gioca a mosca cieca             | 31 gennaio 2019  |
| 13     | Dixi e la pizza                      | 14 febbraio 2019 |
| 14     | Dixi e le lettere dell'alfabeto      | 16 febbraio 2019 |
| 15     | Dixi e i colori che si mescolano     | 1º marzo 2019    |
| 16     | Dixi e il sole che ha caldo          | 21 marzo 2019    |
| 17     | Dixi e il profumo di Volpetta        | 27 marzo 2019    |
| 18     | Dixi e la paura dei topini           | 5 aprile 2019    |
| 19     | Dixi che cosa sono le nuvole?        | 7 aprile 2019    |
| 20     | Dixi e la pioggia che bagna          | 13 maggio 2019   |
| 21     | Dixi e l'erba voglio                 | 14 maggio 2019   |
| 22     | Dixi e il fantasma brividoso         | 31 maggio 2019   |
| 23     | Dixi e il pianeta dei desideri       | 18 giugno 2019   |
| 24     | Dixi e lo specchio triste            | 9 luglio 2019    |
| 25     | Dixi e il bagno nella tazza          | 22 luglio 2019   |
| 26     | Dixi e la stellina che non brilla    | 9 agosto 2019    |